# Matsumoto Masaya
Masaya Matsumoto (sinh ngày 25 tháng 1 năm 1995) là một cầu thủ bóng đá người Nhật Bản.

## Sự nghiệp câu lạc bộ
Masaya Matsumoto đã từng chơi cho Oita Trinita.